# Argiope
Argiope (лат., от имени нимфы Аргиопы) — род аранеоморфных пауков из семейства Araneidae. Род насчитывает 82 вида и три подвида согласно каталогу Платника по состоянию на октябрь 2016 года. Вместе с тем видовой статус нескольких популяций Argiope является предметом дискуссий, поэтому некоторые авторы выделяют более 85 видов. В течение 2000—2016 годов было описано 7 новых видов рода, из Южной Америки и Индокитая.

## Внешний вид
Самки довольно большие пауки с длиной тела до 3 см. Головогрудь самок обычно покрыта беловато-серебристыми волосками. Передняя головная часть головогруди значительно уже задней грудной части. Хелицеры небольшие. Конечности обычно длинные и тонкие, полосатые, с тёмными и светлыми перевязками. Первая и вторая пары ног длинные, примерно одинаковые, четвёртая пара короче, третья — короткая.
Брюшко часто окрашено ярко, есть чёрные, белые, жёлтые, оранжевые полоски и пятна. Нижняя (вентральная) поверхность обычно имеет две продольные светлые полосы на чёрном фоне, между которыми расположены белые или жёлтые пятна. По форме бывает овальное, вдвое длиннее ширины. У многих видов на брюшке есть выросты или боковые отростки, у некоторых удлинённый конец брюшка. Паутинные бородавки обычные.
Явно выраженный половой диморфизм: самцы в 4—5 раз меньше самок, головогрудь часто голая, хелицеры ещё более мелкие чем у самок.

## Паутина
Ловчая паутина является типичной для пауков-кругопрядов: спиральная нить, накрученная на радиальные опорные нити. Паутина вертикальная или под небольшим углом к вертикальной оси.
Паутина имеет утолщённое зигзагообразное плетение из многих нитей у центра — стабилимент. Таких утолщений, которые отходят от центра может быть два, три, четыре или более, что является видовым признаком. Стабилимент может быть вертикальным, с круговым плетением у центра паутины, в виде Х-образного креста. Его значение не ясно, несмотря на многочисленные исследования. Основные гипотезы: отпугивание хищников, привлечение насекомых, маскировка паука и тому подобное.
В одном из исследований показано, что крестообразный стабилимент лучше привлекает насекомых, поскольку соответствует свойствам их зрения. Исследователи считают, что эволюционно первичной была линейная форма стабилимента, с которой у ряда азиатских и австралийских аргиоп развилась более выгодная крестообразная структура.

## Образ жизни
Паутина строится в различных просторных местах, между деревьями в лесу, на лугах. Аргиопы не строят укрытия возле паутины, а обычно сидят в её центре, ожидая добычу.
Некоторые виды при тревоге быстро движутся по паутине, становясь невидимыми для хищника. Другие падают на землю и их брюшко с нижней стороны темнеет за счёт сокращения особых клеток.
При спаривании самка часто съедает самца. У некоторых видов самцы осуществляют автотомию: ломают последний членик педипальп при копуляции. Обломок педипальпы, эмболий, иногда с дополнительными члениками, закупоривает половое отверстие самки.

## Яд
Яд аргиоп содержит полиамины аргиопин, аргиопинины и псевдоаргиопинины. Впервые аргиопин был выделен из яда Argiope lobata в 1986 году. Это ацилполиамин, содержащий остатки аспарагина, аргинина, 2,4-диоксифенилоцтовой кислоты и полиамина. Аргиопин, аргиопинины и псевдоаргиопинины являются блокаторами глутаматных рецепторов. Аргиопин в концентрации 0,01-1 мкмоль/л блокирует глутаматные рецепторы насекомых и каинатные рецепторы и AMPA-рецепторы позвоночных животных, другие полиамины из яда аргиоп имеют меньшую аффинность к этим рецепторам.

Химическое строение аргиопина

## Распространение
Распространены на всех континентах, кроме Антарктиды. Главный центр разнообразия находится в Юго-Восточной Азии и прилегающих островах Океании, включая Новую Гвинею, где встречается 44 вида. 15 видов известны из Австралии. В Южной и Северной Америке встречается 8 видов. 11 видов живут в Африке и на прилегающих островах (Занзибар, Кабо-Верде, Мадагаскар).
В Европе распространены 3 вида: Argiope trifasciata, Argiope bruennichi, Argiope lobata. 1 вид известен из Средней Азии. Паук Argiope trifasciata распространился всемирно, а Argiope bruennichi и Argiope lobata распространены по всему Старому Свету.

## Виды
По состоянию на май 2016 года World Spider Catalog признал следующие виды:
- Argiope aemula (Walckenaer, 1841)
- Argiope aetherea (Walckenaer, 1841)
- Argiope aetheroides Yin et al., 1989
- Argiope ahngeri Spassky, 1932
- Argiope amoena L. Koch, 1878
- Argiope anasuja Thorell, 1887
- Argiope anomalopalpis Bjørn, 1997
- Argiope appensa (Walckenaer, 1841)
- Argiope argentata (Fabricius, 1775)
- Argiope aurantia Lucas, 1833
- Argiope aurocincta Pocock, 1898
- Argiope australis (Walckenaer, 1805)
- Argiope bivittigera Strand, 1911
- Argiope blanda O. Pickard-Cambridge, 1898
- Argiope boesenbergi Levi, 1983
- Argiope bougainvilla (Walckenaer, 1847)
- Аргиопа Брюнниха[14] (Argiope bruennichi) (Scopoli, 1772)
- Argiope brunnescentia Strand, 1911
- Argiope buehleri Schenkel, 1944
- Argiope bullocki Rainbow, 1908
- Argiope caesarea Thorell, 1897
- Argiope caledonia Levi, 1983
- Argiope cameloides Zhu & Song, 1994
- Argiope catenulata (Doleschall, 1859)
- Argiope chloreis Thorell, 1877
- Argiope comorica Bjørn, 1997
- Argiope coquereli (Vinson, 1863)
- Argiope dang Jäger & Praxaysombath, 2009
- Argiope dietrichae Levi, 1983
- Argiope doboensis Strand, 1911
- Argiope doleschalli Thorell, 1873
- Argiope ericae Levi, 2004
- Argiope flavipalpis (Lucas, 1858)
- Argiope florida Chamberlin & Ivie, 1944
- Argiope halmaherensis Strand, 1907
- Argiope hinderlichi Jäger, 2012
- Argiope intricata Simon, 1877
- Argiope jinghongensis Yin, Peng & Wang, 1994
- Argiope kaingang Corronca & Rodríguez-Artigas, 2015
- Argiope katherina Levi, 1983
- Argiope keyserlingi Karsch, 1878
- Argiope kochi Levi, 1983
- Argiope legionis Motta & Levi, 2009
- Argiope levii Bjørn, 1997
- Argiope lobata (Pallas, 1772)typus
- Argiope luzona (Walckenaer, 1841)
- Argiope macrochoera Thorell, 1891
- Argiope madang Levi, 1984
- Argiope magnifica L. Koch, 1871
- Argiope mangal Koh, 1991
- Argiope manila Levi, 1983
- Argiope mascordi Levi, 1983
- Argiope minuta Karsch, 1879
- Argiope modesta Thorell, 1881
- Argiope niasensis Strand, 1907
- Argiope ocula Fox, 1938
- Argiope ocyaloides L. Koch, 1871
- Argiope pentagona L. Koch, 1871
- Argiope perforata Schenkel, 1963
- Argiope picta L. Koch, 1871
- Argiope pictula Strand, 1911
- Argiope ponape Levi, 1983
- Argiope possoica Merian, 1911
- Argiope probata Rainbow, 1916
- Argiope protensa L. Koch, 1872
- Argiope pulchella Thorell, 1881
- Argiope pulchelloides Yin et al., 1989
- Argiope radon Levi, 1983
- Argiope ranomafanensis Bjørn, 1997
- Argiope reinwardti (Doleschall, 1859)
- Argiope sapoa Barrion & Litsinger, 1995
- Argiope sector (Forsskål, 1776)
- Argiope squallica Strand, 1915
- Argiope submaronica Strand, 1916
- Argiope takum Chrysanthus, 1971
- Argiope tapinolobata Bjørn, 1997
- Argiope taprobanica Thorell, 1887
- Argiope trifasciata (Forsskål, 1775)
- Argiope truk Levi, 1983
- Argiope versicolor (Doleschall, 1859)
- Argiope vietnamensis Ono, 2010